# Hospital Provincial Dr. Rafael Avaria Valenzuela
El Hospital Provincial Dr. Rafael Avaria Valenzuela de Curanilahue es un recinto hospitalario público ubicado en la comuna chilena de Curanilahue, al sur de la Región del Biobío. Por su ubicación estratégica al centro de la Provincia de Arauco e infraestructura, se le otorgó el estatus de «hospital provincial», al ser el principal centro de interconsultas dentro de dicha provincia. Asimismo, por sus servicios y atención de especialidades médicas, se encuentra acreditado dentro del sistema hospitalario chileno como de mediana complejidad, encontrándose desde 2016 en un proceso para convertirse en alta complejidad.

## Historia
El primer hospital de la ciudad, llamado simplemente como Hospital de Curanilahue, fue inaugurado a fines de los años 1950, tras un largo proceso de construcción durante esa década que tuvo que ser suspendido por falta de fondos en 1954. En 1958, se facultó a la Dirección Nacional de Salud para invertir 18 millones de pesos chilenos de la época para el equipamiento y conclusión de las obras del recinto. En aquel tiempo, el Departamento de Arauco tenía una baja esperanza de vida, junto a otros indicadores de salud negativos asociados a los altos índices de pobreza extrema y una escasa cobertura en salud pública, en la región con los mayores porcentajes históricos nacionales de población indígena.
Con el propósito de ampliar las antiguas dependencias del hospital que presentaban un déficit producto del crecimiento demográfico comunal, así como también para tener una mayor autonomía y reducir las derivaciones al Hospital Clínico Regional de Concepción, la primera etapa de la reconstrucción de la actual edificación del hospital comenzó a operar en 2007, siendo adosadas al año siguiente las dependencias para el consultorio médico. En 2009, mediante una encuesta y posterior votación ciudadana a los propios usuarios del hospital, se rebautizó el recinto con su actual nombre, en honor al médico chileno Rafael Avaria Valenzuela, quien fue uno de sus fundadores y principales gestores. 
A partir de 2013, el recinto comenzó un proceso de remodelación en dos de sus torres (A y B), que son parte de los nueve bloques que conforman el hospital. Las reparaciones obedecieron principalmente a los daños provocados por el terremoto de 2010 en su infraestructura, lo que obligó, entre otras disposiciones, a clausurar la Torre C del edificio por completo hasta que se anunció su reposición en 2018.
Durante la pandemia de Covid-19, el hospital fue dotado con una mayor cantidad de camas UCI (8 en total), además de la donación de una empresa forestal de ventiladores mecánicos para hacer frente a las complicaciones de los pacientes producto del virus, en un escenario con escasos respiradores artificiales dentro del sistema de salud provincial.

## Prestaciones de salud
Junto al consultorio de medicina general y la sala de urgencias, el hospital atiende una serie de especialidades médicas que incluyen algunas cirugías de baja y mediana complejidad, como la cirugía oral y maxilofacial, ginecología, obstetricia, medicina interna, pediatría, psiquiatría, traumatología, urología y odontología (endodoncia y ortodoncia).